# Cooper T81
La Cooper T81 è una monoposto di Formula 1 realizzata dalla scuderia britannica Cooper per partecipare alle stagioni 1966 e 1967 dell'omonimo campionato. 

## Descrizione

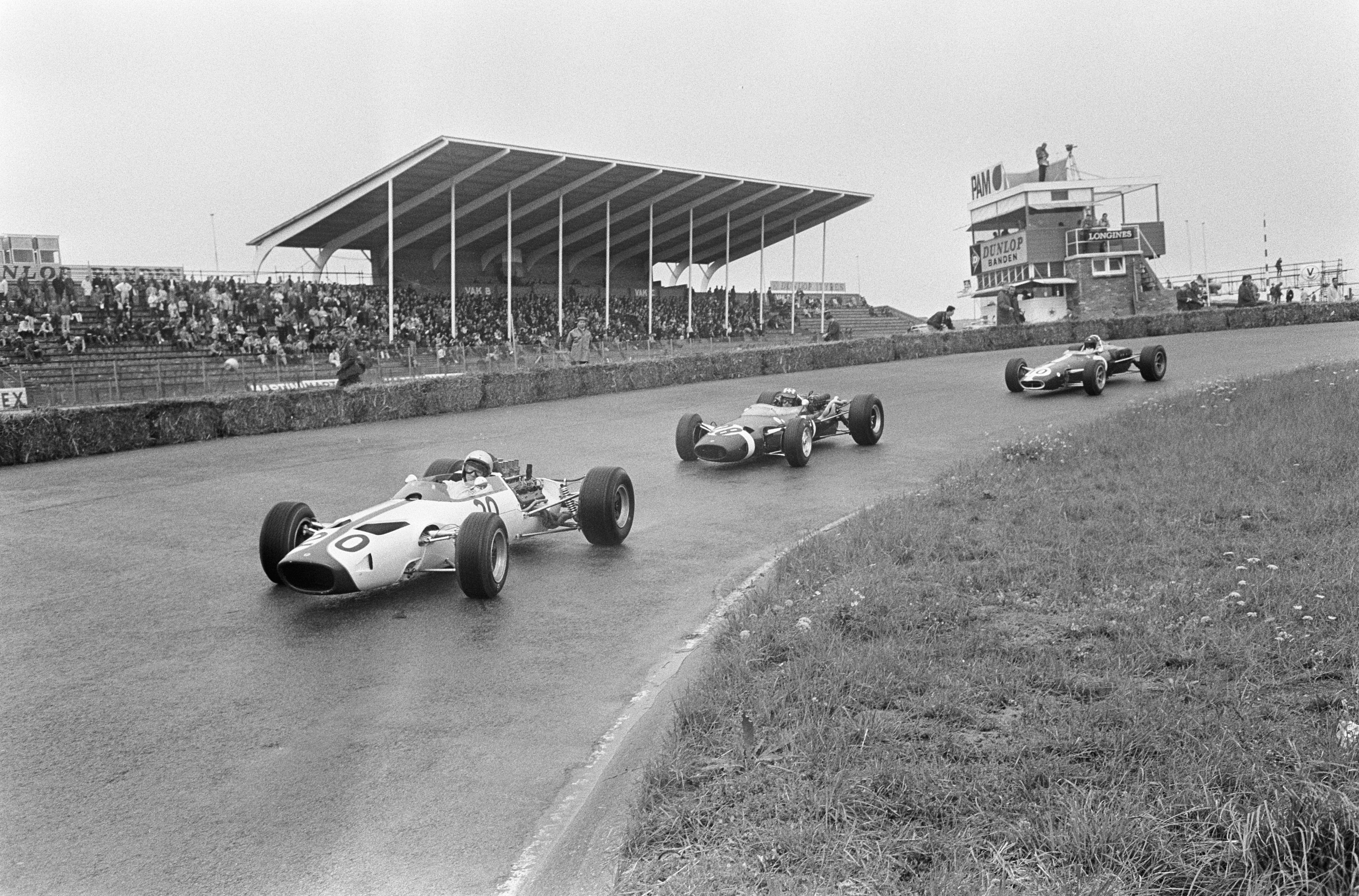
Da sinistra Bruce McLaren su una McLaren M2B numero 20, Jo Siffert su una Cooper T81 numero 28 e Dan Gurney su una Eagle T1G numero 10 durante le prove del Gran Premio del Belgio 1966 a Spa-Francorchamps

Fu progettata per la stagione 1966, che prevedeva l'adozione di motori da 3 litri. Al posto del Coventry Climax da 1,5 litri utilizzato nelle precedenti stagioni, la T81 era equipaggiata con un V12 Maserati Tipo 9 da 2,5 litri, portato a 3,0 litri. 
La vettura aveva il motore in posizione centrale posteriore, un radiatore anteriore ed era la prima monoposto con telaio in monoscocca della Cooper. La T81 ha fatto il suo debutto in gara nel Gran Premio di Siracusa del 1966